# عدد کوانتومی اسپین

عدد کوانتومی اسپین

در فیزیک اتمی، عدد کوانتومی اسپین یک عدد کوانتومی است که تکانه زاویه‌ای ذاتی (یا تکانه زاویه‌ای اسپین یا تنها اسپین) یک ذرهاست. عدد کوانتومی اسپین چهارمین عضو مجموعه‌ای از اعداد کوانتومی است (عدد کوانتومی اصلی، عدد کوانتومی سمتی، عدد کوانتومی مغناطیسی و عدد کوانتومی اسپین) که حالت کوانتومی یکتای یک الکترون را توصیف می‌کنند و توسط حرف s نمایش داده‌می‌شود. عدد کوانتومی اسپین تعیین‌کننده جهت گیری الکترون نسبت به میدان مغناطیسی خارجی است.

## فرمول
با حل یک معادله دیفرانسیل جزیی خاص، تکانه زاویه‌ای کوانتیزه‌شده به صورت زیر به‌دست می‌آید:
{\displaystyle \Vert \mathbf {s} \Vert ={\sqrt {s\,(s+1)}}\,\hbar }
که
{\displaystyle \mathbf {s} } بردار اسپین کوانتیزه‌شده است
{\displaystyle \Vert \mathbf {s} \Vert } نُرمبردار اسپین است
{\displaystyle s} عدد کوانتومی اسپین مربوط به تکانه زاویه‌ای اسپین است
{\displaystyle \hbar } ثابت پلانک کاهش‌یافته است.
تصویر اسپین روی جهت دلخواه z به این صورت به‌دست می‌آید
{\displaystyle s_{z}=m_{s}\,\hbar }
که ms عدد کوانتومی اسپین ثانویه است که مقدار آن در محدوده s− تا s+ در گام‌های واحد تغییر می‌کند. یعنی 2 s + ۱ مقدار مختلف برای ms وجود دارد.
مقادیر مجاز برای s، تنها اعداد صحیح یا نیمه‌صحیح نامنفی هستند. فرمیون‌ها (مانند الکترون، پروتونیا نوترون) مقادیر اسپین نیمه‌صحیح دارند، در حالیکه بوزون‌ها (مثلاً فوتونیا مزون‌ها) مقادیر اسپین صحیح دارند. اثبات کامل msمساوی با مثبت منفی یک بروی دو

## جبر
نظریه جبری اسپین در واقع رونوشتی از تکانه زاویه‌ای در مکانیک کوانتومی است. اول از همه، اسپین در رابطه جابه‌جایی بنیادی صدق می‌کند:
{\displaystyle [S_{i},S_{j}]=i\hbar \epsilon _{ijk}S_{k}}، {\displaystyle \left[S_{i},S^{2}\right]=0}
که εlmn نماد لوی-چیویتا (نامتقارن) است. یعنی به خاطر محدودیت حاصل از اصل عدم قطعیت، غیرممکن است که بتوانیم دو مختصات مختلف از اسپین را در یک زمان بدانیم
دوم اینکه، بردار ویژه‌های {\displaystyle S^{2}} و {\displaystyle S_{z}} در این رابطه‌ها صدق می‌کنند:
{\displaystyle S^{2}|s,m_{s}\rangle ={\hbar }^{2}s(s+1)|s,m_{s}\rangle }
{\displaystyle S_{z}|s,m_{s}\rangle =\hbar m_{s}|s,m_{s}\rangle }
{\displaystyle S_{\pm }|s,m_{s}\rangle =\hbar {\sqrt {s(s+1)-m_{s}(m_{s}\pm 1)}}|s,m_{s}\pm 1\rangle }
که {\displaystyle S_{\pm }=S_{x}\pm iS_{y}} عملگرهای پیدایش و نابودی (یا عملگرهای "بلندکردن" و "پایین‌آوردن" یا "بالاً و "پایین") هستند.

## اسپین الکترون
اثبات کامل ms مساوی با مثبت منفی یک بروی دو